# Tuffi ai campionati europei di nuoto 2024 - Piattaforma 10 metri sincro maschile
La competizione del piattaforma 10 metri sincro maschile ai campionati europei di nuoto di Belgrado 2024 si è svolta il 21 giugno 2024, presso l'Istituto serbo per lo sport e la medicina sportiva di Belgrado, in Serbia.
La finale si è svolta alle 15:30.

## Risultati
| Class   | Nazione       | Tuffatori                          | Punti | Punti | Punti | Punti | Punti | Punti | Punti  |
| Class   | Nazione       | Tuffatori                          | T1    | T2    | T3    | T4    | T5    | T6    | Totale |
| ------- | ------------- | ---------------------------------- | ----- | ----- | ----- | ----- | ----- | ----- | ------ |
| Oro     | Austria       | Anton Knoll Dariush Lotfi          | 45.00 | 44.40 | 66.24 | 70.20 | 66.33 | 74.88 | 367.05 |
| Argento | Italia        | Francesco Casalini Julian Verzotto | 48.00 | 45.00 | 68.16 | 61.20 | 67.32 | 67.20 | 356.88 |
| Bronzo  | Gran Bretagna | Ben Cutmore Euan McCabe            | 48.60 | 51.00 | 54.72 | 64.26 | 68.40 | 63.72 | 350.70 |
| 4       | Spagna        | Carlos Camacho Max Liñan Canela    | 50.40 | 43.80 | 70.20 | 42.57 | 72.00 | 71.04 | 350.01 |
| 5       | Ucraina       | Kirill Boliukh Mark Hrytsenko      | 44.40 | 48.00 | 76.50 | 73.92 | 34.41 | 72.00 | 349.23 |
| 6       | Germania      | Luis Avila Sanchez Tom Waldsteiner | 45.60 | 46.80 | 69.12 | 70.08 | 46.44 | 64.80 | 342.84 |
| 7       | Francia       | Gary Hunt Loïs Szymczak            | 44.40 | 48.60 | 56.70 | 50.49 | 56.64 | 48.72 | 305.55 |
| 8       | Armenia       | Arman Enokyan Marat Grigoryan      | 37.80 | 36.00 | 40.32 | 53.10 | 53.07 | 51.84 | 272.13 |